# Africa addio
Africa Addio (Adiós África) es un documental italiano mondo de 1966 codirigido, coeditado y coescrito por Gualtiero Jacopetti y Franco Prosperi con música de Riz Ortolani. La película trata sobre el final de la era colonial en África. La película fue filmada durante un período de tres años por Jacopetti y Prosperi, quienes habían ganado fama (junto con el codirector Paolo Cavara ) como directores de Mondo Cane en 1962. Esta película aseguró la viabilidad de la llamada película del género Mondo, que son un ciclo de "recuerdos impactantes": documentales que presentan temas sensacionales, una descripción que caracteriza en gran medida a África Addio . Ballantine lanzó un libro con el mismo título, escrito por John Cohen, para coincidir con el lanzamiento de la película. El documental también incluye algunas imágenes detrás de escena de la película Zulú de 1964.

## Eventos históricos presentados

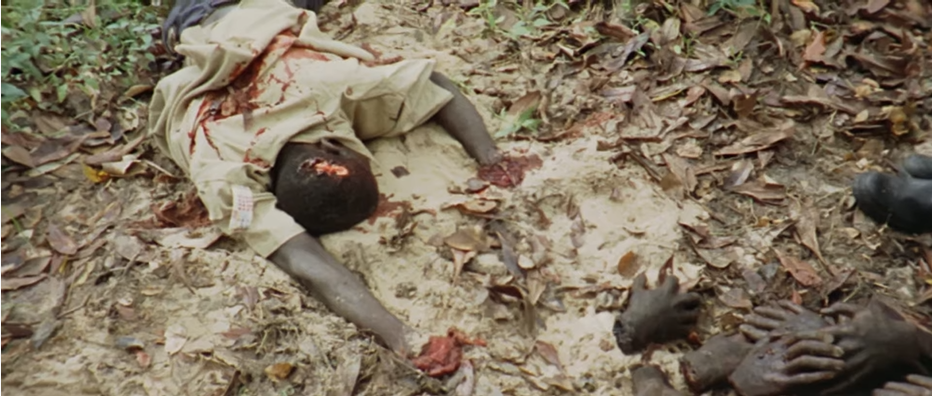
Imagen del genocidio de Ruanda

La película incluye imágenes de la guerra civil en el Congo, los últimos días del dominio colonial en Kenia, la guerra de la independencia de Angola y la revolución de Zanzíbar, que incluyó la masacre de 1964, que se cobró la vida de aproximadamente 5.000 civiles árabes y del sur de Asia (las estimaciones varían hasta 20.000 después), así como de las secuelas del Levantamiento de Mau Mau en Kenia, el éxodo de colonos de ascendencia europea del área de White Highlands. También presenta la violencia racial y tribal en Dar es Salaam, la violencia hutu contra los ruandeses tutsi, secuelas de una batalla entre soldados del gobierno e insurgentes rebeldes en Stanleyville (Congo), y la matanza masiva de animales en peligro de extinción en enclaves de caza.

## Alegaciones de puesta en escena e inautenticidad
Antes del estreno de la película, las acusaciones de que una escena que representaba la ejecución de un Simba rebelde congoleño había sido puesta en escena para la cámara resultó en el arresto del codirector Gualtiero Jacopetti por cargos de asesinato. Las imágenes de la película fueron incautadas por la policía y el proceso de edición se detuvo durante el proceso judicial. Fue absuelto después de que él y el codirector Franco Prosperi presentaran documentos que demostraban que habían llegado al lugar justo antes de que se llevara a cabo la ejecución.
Jacopetti ha declarado que todas las imágenes de la película son reales y que nunca se escenificó nada. En el documental Los padrinos de Mondo, los codirectores destacaron que las únicas escenas que protagonizaron fueron en Mondo Cane 2. En el mismo documental, Prosperi describió su filosofía cinematográfica: «Entrar, preguntar, nunca pagar, nunca actuar».

## Versiones diferentes
La película ha aparecido en varias versiones diferentes. Las versiones italiana y francesa fueron editadas y narradas por el propio Jacopetti. La versión estadounidense, con el título explícitamente impactante Africa: Blood and Guts, fue relanzada en 1970 por la compañía Cinemation Industries de Jerry Gross y tuvo 40 minutos recortados, principalmente rastros de contexto político, y fue editada y traducida sin la aprobación de Jacopetti. De hecho, las diferencias son tales que Jacopetti ha calificado esta película como “una traición a la idea original”. Por tanto, existen diferencias notables entre las versiones en italiano e inglés en cuanto al texto de la película. Muchos defensores de la película sienten que ha difamado injustamente las intenciones originales de los realizadores. Por ejemplo, la traducción subtitulada del texto de apertura en la versión italiana dice:
"El África de los grandes exploradores, la inmensa tierra de la caza y la aventura adorada por generaciones enteras de niños, ha desaparecido para siempre. A esa África milenaria, barrida y destruida por la tremenda velocidad del progreso, le hemos dicho adiós. la devastación, la matanza, las masacres a las que asistimos pertenecen a una nueva África, una que si emerge de sus ruinas para ser más moderna, más racional, más funcional, más consciente, será irreconocible
"Por otro lado, el mundo corre hacia tiempos mejores. La nueva América surgió de las cenizas de unos pocos hombres blancos, todos los pieles rojas y los huesos de millones de búfalos. La nueva África tallada se levantará de nuevo sobre el tumbas de unos pocos hombres blancos, millones de hombres negros y sobre los inmensos cementerios que alguna vez fueron sus reservas de caza. El esfuerzo es tan moderno y reciente que no hay lugar para discutirlo a nivel moral. El propósito de esta película es sólo para despedirnos de la vieja África que agoniza y encomendar a la historia la documentación de su agonía " 

La versión inglesa:
"La vieja África ha desaparecido. Selvas vírgenes, enormes manadas de animales de caza, grandes aventuras, el coto de caza feliz: esos son los sueños del pasado. Hoy hay una nueva África, moderna y ambiciosa. La vieja África murió en medio de las masacres y devastaciones que filmamos. Pero las revoluciones, incluso para mejor, rara vez son bonitas. América se construyó sobre los huesos de miles de pioneros y soldados revolucionarios, cientos de miles de indios y millones de bisontes. La nueva África emerge sobre las tumbas de miles de de blancos y árabes, y millones de negros, y sobre los sombríos cementerios que alguna vez fueron las reservas de caza.
"Lo que la cámara ve, lo filma sin piedad, sin simpatía, sin tomar partido. Juzgar es para ti, más tarde. Esta película sólo dice adiós a la vieja África y le da al mundo las imágenes de su agonía".

## Tiempo de duración y créditos
Han aparecido varios cortes de la película a lo largo de los años. IMDb  enumera el tiempo de ejecución total como 140 minutos.
IMDb enumera los diferentes tiempos de ejecución para versiones lanzadas anteriormente: USA-122 '; Noruega: 124 '; y Suecia-116 '. Una versión en inglés lanzada actualmente por Blue Underground dura 128 minutos. La película se estrenó como Africa Blood and Guts en los Estados Unidos en 1970, con solo 83 minutos (más de 45 minutos eliminados para centrarse exclusivamente en escenas de carnicería); Según el texto del recuadro del lanzamiento de Blue Underground, los directores Jacopetti y Prosperi rechazaron esta versión. Una versión con clasificación R funciona a los 80 minutos.
El documental fue escrito, dirigido y editado conjuntamente por Gualtiero Jacopetti y Franco Prosperi,y fue narrado por Sergio Rossi (no confundir con el diseñador de moda del mismo nombre). Fue producido por Angelo Rizzoli.
Otros créditos incluyen:
- Productora: Cineriz, Rizzoli Film
- Presentado por Angelo Rizzoli
- Distribuido por Cineriz Mono Colour por .... 2.35:1 ....
- Distribuido por: Cineriz di Angelo Rizzoli
- Dirigido, Escrito, Editado por: Jacopetti, Prosperi
- Organizador general: Stanislao Nievo
- Director de fotografía: Antonio Climati
- Operador asistente (cámara): Federico Abussi, Ugo Valenti
- Efectos especiales: Tonino Cacciuottolo
- Editor asistente: Clara Mattei, Maria Gianandrea
- Coloreada por: Technicolor
- Música dirigida y orquestada por: Riz Ortolani
- Música grabada / publicada por: R.C.A. Italiana
- Supervisor técnico: Paolo Ketoff
- Mezclador de regrabación: Fausto Ancillai
- Sincronización: NIS Film

## Recepción, crítica, y legado
La reacción a la película se polarizó. En Italia, ganó el premio David de Donatello de 1966 al productor Angelo Rizzoli. Algunas publicaciones conservadoras, como  Il Tempo, elogiaron la película. Sin embargo, muchos comentaristas lo acusaron de racismo y tergiversación. Los directores de cine Octavio Getino y Fernando Solana criticaron duramente la película en su manifiesto Hacia un tercer cine, calificaron a Jacopetti de fascista y afirmaron que en la película el hombre es «visto como una bestia» y «convertido en un extra que muere para que Jacopetti pueda filmar cómodamente su ejecución». El crítico de cine Roger Ebert, en una crítica mordaz de 1967 de la versión estadounidense abreviada de la película, la calificó de "racista" y afirmó que "calumnia a un continente". Llamó la atención sobre la narración de apertura:
"Europa ha abandonado a su bebé", lamenta el narrador, "justo cuando más la necesita". ¿Quién se ha hecho cargo ahora que se han ido los colonialistas? La publicidad nos lo explica: "¡Crudos, salvajes, brutales, salvajes de hoy en día!" 
El embajador de Estados Unidos ante las Naciones Unidas, Arthur Goldbergc condenó la película como "tremendamente distorsionada" y "socialmente irresponsable", y señaló las protestas de cinco delegados africanos de la ONU.
En Alemania Occidental, surgió un movimiento de protesta contra la película después de que Africa Addio fuera premiada por la junta de clasificación de películas controlada por el Estado. La protesta fue organizada principalmente por la Federación Socialista Alemana de Estudiantes (SDS) y grupos de estudiantes africanos. En Berlín Occidental, la distribuidora renunció a proyectar la película después de una serie de demostraciones y daños en los cines.
Jacopetti y Prosperi respondieron a las críticas defendiendo sus intenciones. En el documental de 2003 Los padrinos del Mondo, Prosperi sostiene que la crítica se debió al hecho de que "el público no estaba preparado para este tipo de verdad", y Jacopetti afirma explícitamente que la película "no era una justificación del colonialismo, sino una condena por dejar el continente en una condición miserable ”. La colaboración cinematográfica posterior entre los dos hombres, Addio Zio Tom, exploró los horrores de la esclavitud racial estadounidense y tenía la intención (en parte) de combatir las acusaciones de racismo formuladas contra ellos tras el lanzamiento de Africa Addio, aunque también la nueva producción fue criticada por el racismo percibido, particularmente por Ebert.
En 1968, en el Carnaval de Viareggio , participó una carroza inspirada en la película y realizada por el maestro de papel maché Il Barzella. Algunos elementos de esta carroza, junto con otros recuerdos, incluida una copia del libro de John Cohen, se conservan en el Museo del Dizionario del Turismo Cinematografico en Verolengo .

## Banda sonora
Posteriormente se lanzó una banda sonora de la música utilizada en la película. El compositor fue Riz Ortolani. Al hacer Africa Addio, se agregaron letras al tema del título de Ortolani, haciendo una canción llamada "Who Can Say?" que fue cantado por Jimmy Roselli. La canción no apareció en la película, pero (a diferencia de la exitosa canción More generada por Mondo Cane ) apareció en el álbum de la banda sonora de United Artists Records .

### Listado de pistas
1. "¿Quién puede decir?" (cantado por Jimmy Roselli) (02:40)
2. "Africa addio" (03:24)
3. "I mercenari" (02:17)
4. "Il massacro di Maidopei" (04:22)
5. "Cape Town" (02:02)
6. "Prima del diluvio" (03:18)
7. "Le ragazze dell'oceano" (03:55)
8. "Verso la libertà" (02:40)
9. "Paradiso degli animali" (01:58)
10. "Il nono giorno" (04:38)
11. "Adiós, señor Turnball" (02:07)
12. "Lo zebrino volante" (02:05)
13. "La decimazione" (05:26)
14. "Finale Africa addio" (02:15)